# Micharmut
Juan Enrique Bosch Quevedo, conegut com a Micharmut (El Cabanyal, València, 1953 - 27 de novembre de 2016) fou un dibuixant de còmics i il·lustrador valencià.
Va publicar en revistes com Bésame Mucho (1980), Madriz (1984), Complot! (1985), "Imajen de Sevilla" (1986) o TBO (1986). Amb la crisi del mitjà, va participar encara en revistes com a Medios Revueltos (1988), però la seua labor es va tornant més esporàdica sent valorada llavors com "una resta d'intel·ligència; el que ens queda -amb algunes altres, clar és, i d'alguns altres- d'una estètica personal, autòctona, pròpia entre tanta importació i impostació.
Edicions de Ponent ha publicat algunes de les seves últimes obres: Veinticuatro Horas (1995), La Noche de la Rata (2001) i Pip (2004).  També va formar part de la plantilla de la revista Viñetas (1994). En 2005 va veure publicada una adaptació del capítol 68 de la segona part del Quixot en l'obra col·lectiva Lanza en astillero.

## Estil
Jesús Cuadrado, per la seua banda, ha parlat de "la precisió restallant per al muntatge d'un suïcida com Micharmut".